# Championnat du Panama de football 1999-2000
Navigation
Saison précédente Saison suivante
Le Championnat ANAPROF 1999-2000 est la douzième édition de la première division panaméenne.
Lors de ce tournoi, le Deportivo Árabe Unido a tenté de conserver son titre de champion du Panama face aux neuf meilleurs clubs panaméens.
Chacun des dix clubs participant était confronté deux fois aux neuf autres équipes. Puis les six meilleurs s'affrontaient lors d'une phase hexagonale et enfin les quatre meilleurs lors d'une phase finale à la fin de la saison.
Les deux places qualificatives pour la Copa Interclubes UNCAF ont été disputées lors d'un tournoi en début de saison à cause de l'incompatibilité des calendriers.

## Les 10 clubs participants
| \| Panama City : Atlético Nacional Euro Kickers Panamá Viejo FC CD Plaza Amador Tauro FC Deportivo Árabe Unido Atlético Municipal Colón I Panama City Atlético Chiriquí I Panama City Deportivo Árabe Unido Atlético Municipal Colón I Panama City I Panama City San Francisco FC Sporting San Miguelito I Panama City \| Localisation des clubs engagés dans le championnat. |
| Panama City : Atlético Nacional Euro Kickers Panamá Viejo FC CD Plaza Amador Tauro FC Deportivo Árabe Unido Atlético Municipal Colón I Panama City Atlético Chiriquí I Panama City Deportivo Árabe Unido Atlético Municipal Colón I Panama City I Panama City San Francisco FC Sporting San Miguelito I Panama City                                                           |

| Club                     | Stade                                    | Capacité                | Ville                  |
| Deportivo Árabe Unido    | Stade Mariano Bula                       | Capacité inconnue       | Colón                  |
| Atlético Nacional (en)   | Stade Agustín Sánchez                    | 3 040                   | Panama City            |
| Atlético Chiriquí        | Stade Kenny Serracin Stade San Cristóbal | Capacité inconnue 2 500 | David                  |
| Euro Kickers             | Stade Rommel Fernández Stade Javier Cruz | 32 000 2 500            | Panama City            |
| Atlético Municipal Colón | Stade Mariano Bula                       | Capacité inconnue       | Colón                  |
| Panamá Viejo FC          | Stade Rommel Fernández                   | 32 000                  | Panamá Viejo           |
| CD Plaza Amador          | Stade Rommel Fernández                   | 32 000                  | Panama City            |
| San Francisco FC         | Stade Agustín Sánchez                    | 3 040                   | La Chorrera            |
| Sporting San Miguelito   | Stade Rommel Fernández Stade Javier Cruz | 32 000 2 500            | San Miguelito Penonomé |
| Tauro FC                 | Stade Rommel Fernández Stade Javier Cruz | 32 000 2 500            | Panama City            |

## Compétition
La compétition se déroule en trois phases :
- La phase de qualification : les dix-huit journées de championnat.
- La phase hexagonale : cinq journées de championnat supplémentaires.
- La phase finale : les matchs aller-retour allant des demi-finales à la finale.

### Phase de qualification
Lors de la phase de qualification les dix équipes affrontent à deux reprises les neuf autres équipes selon un calendrier tiré aléatoirement.
Les six meilleures équipes sont qualifiées pour la phase hexagonale.
Le classement est établi sur le barème de points classique (victoire à 3 points, match nul à 1, défaite à 0).
Le départage final se fait selon les critères suivants :
- Le nombre de points.
- Le nombre de points particulier.
- La différence de buts particulière.
- La différence de buts générale.
- Le nombre de buts marqués.

#### Classements
| Rang | Équipe                       | Pts | J  | G  | N | P  | Bp | Bc | Diff |
| ---- | ---------------------------- | --- | -- | -- | - | -- | -- | -- | ---- |
| 1    | Sporting San Miguelito       | 38  | 18 | 11 | 5 | 2  | 34 | 15 | +19  |
| 2    | Deportivo Árabe Unido (T)    | 35  | 18 | 10 | 5 | 3  | 33 | 17 | +16  |
| 3    | Tauro FC                     | 30  | 18 | 7  | 9 | 2  | 28 | 20 | +8   |
| 4    | Panamá Viejo FC              | 30  | 18 | 8  | 6 | 4  | 25 | 20 | +5   |
| 5    | CD Plaza Amador              | 24  | 18 | 6  | 6 | 6  | 18 | 20 | -2   |
| 6    | Atlético Nacional (en)       | 22  | 18 | 5  | 7 | 6  | 23 | 24 | -1   |
| 7    | San Francisco FC             | 21  | 18 | 5  | 6 | 7  | 25 | 26 | -1   |
| 8    | Atlético Chiriquí            | 17  | 17 | 5  | 2 | 10 | 16 | 28 | -12  |
| 9    | Euro Kickers                 | 14  | 17 | 2  | 8 | 7  | 23 | 34 | -11  |
| 10   | Atlético Municipal Colón (P) | 7   | 18 | 1  | 4 | 13 | 17 | 38 | -21  |

| Légende : Qualifications et relégations | Légende : Qualifications et relégations                                               |
| --------------------------------------- | ------------------------------------------------------------------------------------- |
|                                         | Copa Interclubes UNCAF 2000 (en) (Phase de groupes) Qualifié pour la phase hexagonale |
|                                         | Qualifié pour la phase hexagonale                                                     |
|                                         | Relégué en Primera A                                                                  |
|                                         | (T) : Tenant du titre (P) : Promu de la saison 1998-1999                              |

#### Matchs
| Résultats (▼dom., ►ext.)                                   | Ára | Atl | Chi | Eur | Mun | Pan | Pla | San | Spo | Tau |
| Deportivo Árabe Unido                                      |     | 2-0 | 1-0 | 1-1 | 5-1 | 3-0 | 2-1 | 3-1 | 0-0 | 1-1 |
| Atlético Nacional (en)                                     | 4-0 |     | 1-2 | 1-2 | 1-1 | 0-0 | 0-1 | 1-1 | 1-1 | 1-1 |
| Atlético Chiriquí                                          | 1-0 | 3-0 |     |     | 1-0 | 1-5 | 1-2 | 0-1 | 2-5 | 0-3 |
| Euro Kickers                                               | 1-4 | 2-3 | 1-1 |     | 4-1 | 0-1 | 2-4 | 2-2 | 1-2 | 1-1 |
| Atlético Municipal Colón                                   | 2-3 | 1-1 | 2-1 | 2-2 |     | 1-2 | 1-1 | 2-4 | 0-1 | 0-1 |
| Panamá Viejo FC                                            | 0-0 | 3-3 | 2-1 | 1-0 | 2-0 |     | 0-1 | 1-2 | 2-4 | 0-0 |
| CD Plaza Amador                                            | 0-1 | 0-1 | 0-0 | 1-1 | 3-2 | 1-1 |     | 0-2 | 0-0 | 0-3 |
| San Francisco FC                                           | 1-1 | 1-2 | 0-1 | 2-2 | 2-1 | 2-1 | 0-1 |     | 1-2 | 0-1 |
| Sporting San Miguelito                                     | 1-0 | 3-2 | 1-0 | 6-0 | 3-0 | 1-2 | 1-0 | 1-1 |     | 1-2 |
| Tauro FC                                                   | 2-6 | 0-1 | 4-1 | 1-1 | 1-0 | 1-1 | 2-2 | 3-3 | 1-1 |     |
| - Victoire à domicile - Match nul - Victoire à l'extérieur |     |     |     |     |     |     |     |     |     |     |

### La phase hexagonale
Lors de la phase hexagonale les six équipes affrontent à une reprises les cinq autres équipes selon un calendrier tiré aléatoirement.
Les quatre meilleures équipes sont qualifiées pour la phase finale.
Le classement est établi sur le barème de points classique (victoire à 3 points, match nul à 1, défaite à 0).
Le départage final se fait selon les critères suivants :
- Le nombre de points.
- Le nombre de points particulier.
- La différence de buts particulière.
- La différence de buts générale.
- Le nombre de buts marqués.

#### Classement
| Rang | Équipe                    | Pts | J | G | N | P | Bp | Bc | Diff |
| ---- | ------------------------- | --- | - | - | - | - | -- | -- | ---- |
| 1    | Tauro FC                  | 8   | 5 | 2 | 2 | 1 | 8  | 6  | +2   |
| 2    | Sporting San Miguelito    | 8   | 5 | 2 | 2 | 1 | 9  | 8  | +1   |
| 3    | CD Plaza Amador           | 8   | 5 | 2 | 2 | 1 | 6  | 5  | +1   |
| 4    | Deportivo Árabe Unido (T) | 7   | 5 | 2 | 1 | 2 | 9  | 8  | +1   |
| 5    | Panamá Viejo FC           | 6   | 5 | 1 | 3 | 1 | 9  | 9  | 0    |
| 6    | Atlético Nacional (en)    | 3   | 5 | 1 | 0 | 4 | 6  | 11 | -5   |

| Légende : Qualifications et relégations | Légende : Qualifications et relégations                  |
| --------------------------------------- | -------------------------------------------------------- |
|                                         | Qualifié pour les demi-finales                           |
|                                         | (T) : Tenant du titre (P) : Promu de la saison 1998-1999 |

#### Matchs
| Résultats (▼dom., ►ext.)                                   | Ára | Atl | Pan | Pla | Spo | Tau |
| Deportivo Árabe Unido                                      |     | 2-0 |     |     |     | 3-2 |
| Atlético Nacional (en)                                     |     |     |     |     |     |     |
| Panamá Viejo FC                                            | 1-1 | 5-3 |     |     | 1-1 |     |
| CD Plaza Amador                                            | 2-1 | 1-0 | 1-1 |     |     | 1-1 |
| Sporting San Miguelito                                     | 3-2 | 2-3 |     | 2-1 |     |     |
| Tauro FC                                                   |     | 1-0 | 3-1 |     | 1-1 |     |
| - Victoire à domicile - Match nul - Victoire à l'extérieur |     |     |     |     |     |     |

### La phase finale
Les quatre équipes qualifiées sont réparties dans le tableau final d'après leur classement général.
En cas d'égalité sur la somme des deux matchs, une prolongation et une séance de tirs au but ont éventuellement lieu. Lors de la finale, si les deux équipes n'arrivent pas à se départager un deuxième match est organisé.

#### Tableau
|  | 1/2 finale             | 1/2 finale             | 1/2 finale      | 1/2 finale | 1/2 finale | 1/2 finale |          |          | Finale | Finale | Finale | Finale | Finale |  |
|  |                        |                        |                 |            |            |            |          |          |        |        |        |        |        |  |
|  |                        |                        |                 |            |            |            |          |          |        |        |        |        |        |  |
|  |                        |                        |                 |            |            |            |          |          |        |        |        |        |        |  |
|  | Tauro FC               | Tauro FC               | (1)             | 0          | 3          | 1          |          |          |        |        |        |        |        |  |
|  | Tauro FC               | Tauro FC               | (1)             | 0          | 3          | 1          |          |          |        |        |        |        |        |  |
|  | Deportivo Árabe Unido  | Deportivo Árabe Unido  | (4)             | 2          | 1          | 0          |          |          |        |        |        |        |        |  |
|  | Deportivo Árabe Unido  | Deportivo Árabe Unido  | (4)             | 2          | 1          | 0          | Tauro FC | Tauro FC | (1)    | 2      |        |        |        |  |
|  |                        |                        |                 |            |            |            | Tauro FC | Tauro FC | (1)    | 2      |        |        |        |  |
|  |                        | CD Plaza Amador        | CD Plaza Amador | (3)        | 0          |            |          |          |        |        |        |        |        |  |
|  | Sporting San Miguelito | Sporting San Miguelito | CD Plaza Amador | (3)        | 0          | (2)        | 2        | 0        | 0(3)   |        |        |        |        |  |
|  | Sporting San Miguelito | Sporting San Miguelito |                 |            |            | (2)        | 2        | 0        | 0(3)   |        |        |        |        |  |
|  | CD Plaza Amador        | CD Plaza Amador        | (3)             | 0          | 2          | 0(4)       |          |          |        |        |        |        |        |  |
|  | CD Plaza Amador        | CD Plaza Amador        | (3)             | 0          | 2          | 0(4)       |          |          |        |        |        |        |        |  |

#### Demi-finales
| Club                   | Aller | Retour | Club                  | Commentaire        |
| Tauro FC               | 0-2   | 3-1    | Deportivo Árabe Unido | Prolongation : 1-0 |
| Sporting San Miguelito | 2-0   | 0-2    | CD Plaza Amador       | Tirs au but : 3-4  |

#### Finale
| 30 janvier 2000 | CD Plaza Amador | 0:2   | Tauro FC                                                          | Stade Rommel Fernández     |                            |
|                 |                 | (0:2) | Víctor René Mendieta Junior 36e · Víctor René Mendieta Junior 40e | Arbitrage : Carlos de León | Arbitrage : Carlos de León |

## Bilan du tournoi
| Tableau d'Honneur        |           |
| Compétition              | Vainqueur |
| Championnat ANAPROF 2000 | Tauro FC  |

| Qualifications continentales 2000-2001 |                                       |
| Copa Interclubes UNCAF                 | Qualifiés                             |
| Premier tour de qualification (en)     | Deportivo Árabe Unido Panamá Viejo FC |

| Promotions et relégations |                          |
| Relégué en Primera A      | Atlético Municipal Colón |
| Promu de Primera A        | Alianza FC               |